# Júnior Fell
Júnior Fell (født 10. april 1992) er en brasiliansk fodboldspiller.